# Maria Magdalena (canção de Tony Wegas)
"Maria Magdalena" (tradução portuguesa "Maria Madalena") foi a canção que representou a Áustria no Festival Eurovisão da Canção 1993 que teve lugar em Millstreet, Irlanda. Foi interpretada em alemão  por Tony Wegas. Foi a décima canção a ser interpretada na noite do evento, a seguir à canção islandesa "Þá veistu svarið", cantada por Inga e antes da canção portuguesa "A cidade (até ser dia)", interpretada por Anabela. A canção austríaca terminou a competição em 14.º lugar (entre 25 países) e recebendo um total de 32 pontos. No ano seguinte, a Áustria fez-se representar com a canção "Für den Frieden der Welt", interpretada por Petra Frey. 

## Autores
- Letrista: Thomas Spitzer
- Compositor: Christian Kolonovits, Johann Bertl
- Orquestrador: Christian Kolonovits

## Letra
A canção é sobre a personagem bíblica de Maria Madalena e Vegas pede-lhe para lhe dar o poder dela, antes de explicar que ela representou um maior papel na mitologia e na história do que muitos não suspeitavam.

## Versões
Vegas gravou também esta canção em versões inglesa e castelhano intituladas "Maria Magdalena".